# Ciclisme als Jocs Olímpics d'estiu de 2016 - BMX femení
La prova de BMX femení dels Jocs Olímpics de Rio de Janeiro 2016 es va disputar entre el 17 i el 19 d'agost al Centre Olímpic de BMX.
La prova va ser guanyada per la colombiana Mariana Pajón, repetint el triomf aconseguit quatre anys abans. La plata se l'emportà l'estatunidenca Alise Post i la veneçolana Stefany Hernández aconseguí el bronze.

## Medallistes
| Or            | Plata      | Bronze            |
| Mariana Pajón | Alise Post | Stefany Hernández |

## Qualificació
| Rank | Ciclista                   | Temps  | Notes |
| ---- | -------------------------- | ------ | ----- |
| 1    | Mariana Pajón (COL)        | 34.508 |       |
| 2    | Caroline Buchanan (AUS)    | 34.752 |       |
| 3    | Laura Smulders (NED)       | 35.114 |       |
| 4    | Stefany Hernández (VEN)    | 35.202 |       |
| 5    | Simone Christensen (DEN)   | 35.251 |       |
| 6    | Elke Vanhoof (BEL)         | 35.325 |       |
| 7    | Brooke Crain (USA)         | 35.345 |       |
| 8    | Alise Post (USA)           | 35.509 |       |
| 9    | Merle van Benthem (NED)    | 35.644 |       |
| 10   | Lauren Reynolds (AUS)      | 35.666 |       |
| 11   | Yaroslava Bondarenko (RUS) | 35.682 |       |
| 12   | Manon Valentino (FRA)      | 36.377 |       |
| 13   | Amanda Carr (THA)          | 36.464 |       |
| 14   | Nadja Pries (GER)          | 37.152 |       |
| 15   | Priscilla Carnaval (BRA)   | 37.534 |       |
| 16   | Gabriela Díaz (ARG)        | 40.073 |       |

### Semifinals

#### Semifinal 1
| Posició | Ciclista                 | 1a sèrie   | 2a sèrie     | 3a sèrie     | Total | Notes |
| ------- | ------------------------ | ---------- | ------------ | ------------ | ----- | ----- |
| 1       | Mariana Pajón (COL)      | 34.642 (1) | 35.098 (1)   | 34.479 (1)   | 3     | Q     |
| 2       | Alise Post (USA)         | 35.480 (3) | 35.117 (2)   | 35.417 (3)   | 8     | Q     |
| 3       | Stefany Hernández (VEN)  | 35.282 (2) | 52.695 (7)   | 34.912 (2)   | 11    | Q     |
| 4       | Manon Valentino (FRA)    | 36.226 (5) | 35.448 (3)   | 35.744 (4)   | 12    | Q     |
| 5       | Gabriela Díaz (ARG)      | 39.669 (8) | 38.965 (4)   | 38.625 (5)   | 17    |       |
| 6       | Amanda Carr (THA)        | 36.869 (6) | 39.782 (5)   | 43.217 (7)   | 18    |       |
| 7       | Simone Christensen (DEN) | 35.631 (4) | 48.134 (6)   | 1:21.312 (8) | 18    |       |
| 8       | Merle van Benthem (NED)  | 37.378 (7) | 1:47.817 (8) | 39.990 (6)   | 21    |       |

#### Semifinal 2
| Posició | Ciclista                   | 1a sèrie   | 2a sèrie   | 3a sèrie     | Total | Notes |
| ------- | -------------------------- | ---------- | ---------- | ------------ | ----- | ----- |
| 1       | Laura Smulders (NED)       | 34.938 (2) | 34.670 (1) | 34.670 (1)   | 4     | Q     |
| 2       | Brooke Crain (USA)         | 35.095 (3) | 35.405 (2) | 34.891 (2)   | 7     | Q     |
| 3       | Elke Vanhoof (BEL)         | 35.350 (4) | 36.834 (6) | 35.570 (3)   | 13    | Q     |
| 4       | Yaroslava Bondarenko (RUS) | 35.800 (5) | 35.310 (3) | 36.126 (5)   | 13    | Q     |
| 5       | Caroline Buchanan (AUS)    | 34.523 (1) | 35.405 (4) | 1:21.586 (8) | 13    |       |
| 6       | Lauren Reynolds (AUS)      | 35.800 (6) | 53.373 (7) | 36.017 (4)   | 17    |       |
| 7       | Nadja Pries (GER)          | 36.864 (7) | 36.683 (5) | 38.540 (7)   | 19    |       |
| 8       | Priscilla Carnaval (BRA)   | 36.949 (8) | 54.183 (8) | 38.210 (6)   | 22    |       |

### Final
| Posició | Ciclista                   | Temps    |
| ------- | -------------------------- | -------- |
| Or      | Mariana Pajón (COL)        | 34.093   |
| Plata   | Alise Post (USA)           | 34.435   |
| Bronze  | Stefany Hernández (VEN)    | 34.755   |
| 4       | Brooke Crain (USA)         | 35.520   |
| 5       | Yaroslava Bondarenko (RUS) | 36.017   |
| 6       | Elke Vanhoof (BEL)         | 39.538   |
| 7       | Laura Smulders (NED)       | 1:52.235 |
| 8       | Manon Valentino (FRA)      | 2:41.109 |